# Declaração de Bolonha

Países Signatários da Declaração de Bolonha.

A Declaração de Bolonha (19 de junho de 1999) — que desencadeou o denominado Processo de Bolonha — é um documento conjunto assinado pelos Ministros da Educação de 29 países europeus, reunidos na cidade (comuna) italiana de Bolonha.
A declaração marca uma mudança em relação às políticas ligadas ao ensino superior dos países envolvidos e estabeleceu em comum um Espaço Europeu de Ensino Superior a partir do comprometimento dos países signatários em promover reformas dos seus sistemas de ensino.
A declaração reconhece a importância da educação para o desenvolvimento sustentável de sociedades tolerantes e democráticas.
Embora a Declaração de Bolonha não seja um tratado, os governos dos países signatários comprometeram-se a reorganizar os sistemas de ensino superior dos seus países segundo os princípios dela constante.

## Objetivos
A declaração visa a tomada de ações conjuntas para com o ensino superior dos países pertencentes à União Europeia, com o objetivo principal de elevar a competitividade internacional do sistema europeu do ensino superior. Para assegurar que o sistema europeu do ensino superior consiga adquirir um grau de atração mundial semelhante ao das suas extraordinárias tradições cultural e científica, delinearam-se os seguintes objetivos a serem atingidos na primeira década do terceiro milénio:
- Promover entre os cidadãos europeus a empregabilidade e a competitividade internacional do sistema europeu do Ensino Superior.
- Estabelecer um sistema de créditos transferíveis e acumuláveis (ECTS), comum aos países europeus, para promover a mobilidade mais alargada dos estudantes. Os créditos podem também ser adquiridos em contextos de ensino não superior, incluindo a aprendizagem ao longo da vida, desde que sejam reconhecidos pelos estabelecimentos de ensino superior de acolhimento;
- Adotar um sistema baseado em três ciclos de estudos:
  - 1.º ciclo, com uma duração de seis a oito semestres (180 a 240 ECTS);[2]
  - 2.º ciclo, com a duração de um ano e meio a dois (90 a 120 ECTS), podendo, excecionalmente, ter a duração de dois semestres (60 ECTS);[3]
  - 3.º ciclo.[4]
- Implementar o suplemento ao diploma;
- Promover a mobilidade dos estudantes (no acesso às oportunidades de estudo e formação, bem como a serviços correlatos), professores, investigadores e pessoal administrativo (no reconhecimento e na valorização dos períodos passados num contexto europeu de investigação, de ensino e de formação, sem prejuízo dos seus direitos estatutários);
- Promover a cooperação europeia na avaliação da qualidade, com vista a desenvolver critérios e metodologias comparáveis;
- Promover as dimensões europeias do ensino superior, em particular:
  - Desenvolvimento curricular;
  - Cooperação interinstitucional;
  - Mobilidade de estudantes, docentes e investigadores;
  - Programas integrados de estudo, de formação e de investigação.

## Países que aderiram
Para além dos 29 signatários iniciais, aderiram à Declaração de Bolonha até à reunião de ministros de Lovaina (2009) mais 18 países
Albânia, Alemanha, Andorra, Arménia, Azerbaijão, Áustria, Bélgica (comunidades flamenga e francófona), Bielorrússia, Bósnia e Herzegovina, Bulgária, Cazaquistão, Chipre, Croácia ,Dinamarca, Eslováquia, Eslovénia, Espanha, Estónia, Finlândia, França, Geórgia, Grécia, Hungria, Islândia, Irlanda, Itália, Letónia, Lituânia, Liechtenstein, Luxemburgo, Macedônia do Norte, Malta, Moldávia, Montenegro, Noruega, Países Baixos, Polónia, Portugal, Roménia, Rússia, Santa Sé, Sérvia, Suécia, Suíça, Turquia, Reino Unido, República Checa e Ucrânia.

## Reuniões de ministros
O acompanhamento do processo e o seu desenvolvimento é objeto de reuniões periódicas dos ministros responsáveis pelo ensino superior nos países aderentes.
Tiveram lugar reuniões em Praga (2001), Berlim (2003), Bergen (2005), Londres (2007), Lovaina (2009), Budapeste, Viena (2010), Bucareste (2012) e Yerevan (2015).

### Os comunicados das reuniões de ministros
- «Declaração de Bolonha» (PDF) (em inglês)
- «Declaração de Bolonha» (PDF)
- «Comunicado da reunião de Praga (2001)» (PDF) (em inglês)
- «Comunicado da reunião de Praga (2001)» (PDF)
- «Comunicado da reunião de Berlim (2003)» (PDF) (em inglês)
- «Comunicado da reunião de Berlim (2003)» (PDF)
- «Comunicado da reunião de Bergen (2005)» (PDF) (em inglês)
- «Comunicado da reunião de Londres (2007)» (PDF) (em inglês)
- «Comunicado da reunião de Lovaina (2009)» (PDF) (em inglês)
- «Comunicado da reunião de Budapeste e Viena (2010)» (PDF) (em inglês)
- «Comunicado da reunião de Bucareste(2012)» (PDF) (em inglês)

### Páginas oficiais
- «De Bolonha até Bergen (2005), inclusive» (em inglês)
- «Londres (2007)» (em inglês)
- «De 2007 até 2010» (em inglês)
- Página oficial do Processo de Bolonha

### Outras
- Projeto Tuning na Europa e na América Latina.
- COSTA, Sandra Silva. Professores universitários estão pouco informados sobre o Processo de Bolonha. Artigo no jornal O Público de 13 de junho de 2003.
- ROSA, Rui Namorado. O Ensino Superior e o Processo de Bolonha. Texto não datado (2002?).
- QUEIRÓ, João Filipe. Os acordos de Bolonha e os desafios da formação inicial de professores. In Revista de Educação, vol. XIV, nº 1, p. 11-16, 2006.